# Yuquis
Los yuquis o yukis son el último pueblo indígena de la familia lingüística tupí-guaraní, en Bolivia, que ha sido contactado, ocurriendo en la segunda mitad del siglo XX. El contacto con la tribu se produjo 450 años después de la llegada de los europeos a las tierras bajas y no por misioneros de la Iglesia católica, como en la época colonial, sino por la intervención de la misión Nuevas Tribus, cuando se produjo el primer contacto en el año 1967, después de 15 intentos frustrados por la misión y algunas autoridades de la Reforma Agraría. Inicialmente se los conocía como choris en Santa Cruz, derivado del nombre de Chore, una zona cercana a Yapacaní y Puerto Grether por donde solían aparecer en grupos pequeños provenientes de los ríos Chapare y Chimoré en búsqueda de fuego, machetes o por curiosidad de sus miembros.
La comunidad vive hoy en día un vertiginoso proceso de aculturación, sumado a una epidemia de micosis pulmonar que merma a su ya escasa población. La comunidad vive en un solo asentamiento llamado Bia Recuaté.
La población que se autoreconoció como yuki en el censo boliviano de 2001 fue de 112 personas. Este número aumentó a 342 en el censo de 2012.